# Pycnodictya galinieri
Pycnodictya galinieri is een rechtvleugelig insect uit de familie veldsprinkhanen (Acrididae). De wetenschappelijke naam van deze soort is voor het eerst geldig gepubliceerd in 1849 door Reiche & Fairmaire.